# 群の中心
代数学における群 G の核心または中心（ちゅうしん、center）Z(G) は G の全ての元と可換となるような元全体の成す集合
{\displaystyle Z(G)=\{z\in G\mid zg=gz\;(\forall g\in G)\}}
である。G の中心は G の部分群であり、定義からアーベル群（可換群）である。部分群としては、常に正規であり、特性的であるが必ずしも完全特性的 (fully characteristic) ではない。剰余群 G/Z(G) は G の内部自己同型群に同型である。
群 G がアーベル群となることと Z(G) = G となることとは同値である。これと正反対に、Z(G) が自明（つまり単位元のみからなる）ならば群 G は中心を持たない (centerless) という。
中心に属する元はしばしば中心的 (central) であるといわれる。

## 部分群となること
G の中心はつねに G の部分群となる。実際、
1. Z(G) は G の単位元 e を含む： e の定義から任意の g ∈ G について eg = g = ge ゆえ中心 Z(G) の定義から e ∈ Z(G) である。
2. Z(G) は積について閉じている： x, y がともに中心 Z(G) の元ならば、任意の g ∈ G に対して
(xy)g = x(yg) = x(gy) = (xg)y = (gx)y = g(xy)
ゆえに xy も Z(G) の元である。
3. Z(G) は逆元について閉じている：x が中心 Z(G) の元ならば gx = xg で、これに左右からひとつずつ x−1 を掛けることにより x−1g = gx−1 が得られるから x−1 ∈ Z(G) である。

## 共軛
群 G から G の自己同型群 Aut(G) への写像 f: G → Aut(G) を f(g) = φg で定める。ここで φg は
{\displaystyle \phi _{g}(h)=ghg^{-1}}
で与えられる G の自己同型とする。写像 f は群準同型を与え、その核はちょうど G の中心 Z(G) である。また、f の像は G の内部自己同型群と呼ばれ、Inn(G) と書かれる。第一同型定理により
{\displaystyle G/Z(G)\cong \operatorname {Inn} (G)}
なる同型を得る。写像 f の余核 Aut(G)/Inn(G) は外部自己同型群とよばれる群 Out(G) で、これらの群は完全列
{\displaystyle 1\to Z(G)\to G\to \operatorname {Aut} (G)\to \operatorname {Out} (G)\to 1}
を成す。

## 例
- アーベル群 G の中心は G 全体である。
- 二面体群 D2n の中心は n が奇数のとき自明である。n が偶数のときは、中心は単位元と多角形の 180° 回転からなる。
- 四元数群 Q8 = {±1, ±i, ±j, ±k} の中心は {±1} である。
- 対称群 Sn の中心は n ≥ 3 ならば自明である。
- 交代群 An の中心は n ≥ 4 ならば自明である。
- 一般線型群 GLn(F) の中心はスカラー行列全体からなる集合である。
- 直交群 O(n, F) の中心は {±In} である。
- 零でない四元数全体の成す乗法群の中心は、零でない実数全体の成す乗法群である。
- 類等式を用いれば任意の自明でない有限 p-群の中心が自明でないことが示せる。
- 非可換単純群は中心を持たない。
- 剰余群 G/Z(G) が巡回群ならば G は可換である。

## 高次の中心
群をその中心で割るという操作から、昇核心列あるいは昇中心列 (upper central series) と呼ばれる群の系列
{\displaystyle G_{0}:=G\to G_{1}:=G_{0}/Z(G_{0})\to G_{2}:=G_{1}/Z(G_{1})\to \cdots }
が得られる。全射準同型 G → Gi の核は G の i-次の中心（二次の中心、三次の中心、など）と呼ばれ、Zi(G) で表される。具体的に、(i + 1)-次の中心は i-次の中心の元を掛ける違いを除いて全ての元と可換となるような元の全体である。この定義の下では、0-次の中心というのを自明な部分群として定めることができる。また、この定義は超限帰納法を用いて超限順序数にまで続けることができて、高次の中心全ての結びは超中心 (hypercenter) と呼ばれる。
部分群の昇鎖
{\displaystyle 1\leq Z(G)\leq Z^{2}(G)\leq \cdots }
が i で停止する（つまり Zi(G) = Zi+1(G) となる）必要十分条件は Gi が中心を持たないことである。
- 中心を持たない群は、全ての高次の中心が自明である（Z0(G) = Z1(G) で停止する場合）。
- グリューンの補題（英語版） により、完全群の中心による剰余群は中心を持たない。したがって全ての高次の中心は中心に等しい（Z1(G) = Z2(G) で停止する場合）。

## 注記
1. ↑  この記法の Z はドイツ語で中心という意味の Zentrum に由来する。英語の center から C(G) のような記法が使われることも在るが、中心化群などと紛らわしい。
2. ↑  昇中心列が有限項で止まらないなら、この和に超限項も含まれる。